# Asociación de Federaciones Internacionales Olímpicas de Deportes de Invierno
La Asociación de Federaciones Internacionales Olímpicas de Deportes de Invierno (en inglés: Association of International Olympic Winter Sports Federations, AIOWF) es una asociación de federaciones internacionales de deportes de invierno reconocidas por el Comité Olímpico Internacional que compiten en los Juegos Olímpicos de Invierno.
Entre otras tareas, la AIOWF fomenta la cooperación entre sus miembros y se ocupa de la coordinación del calendario de competiciones. La AIOWF es el portavoz calificado que se ocupa de cuestiones específicas relacionadas con los deportes de invierno en general y con los Juegos Olímpicos en particular.
Fundada en 1976, tiene su sede en Zúrich, Suiza.

## Miembros
Hay 7 federaciones deportivas miembros de AIOWF:
| Deporte              | Federación                                       | Acrónimo | Sitio Web oficial |
| -------------------- | ------------------------------------------------ | -------- | ----------------- |
| Biatlón              | Unión Internacional de Biatlón                   | IBU      | biathlonworld.com |
| Bobsleigh y Skeleton | Federación Internacional de Bobsleigh y Skeleton | IBSF     | ibsf.org          |
| Curling              | Federación Mundial de Curling                    | WCF      | worldcurling.org  |
| Esquí                | Federación Internacional de Esquí                | FIS      | fis-ski.com       |
| Hockey sobre hielo   | Federación Internacional de Hockey sobre Hielo   | IIHF     | iihf.com          |
| Luge                 | Federación Internacional de Luge                 | FIL      | fil-luge.org      |
| Patinaje sobre hielo | Unión Internacional de Patinaje sobre Hielo      | ISU      | isu.org           |

## Organización
La AIOWF está gobernada por un Consejo, el cual está compuesto por un presidente y 4 miembros, todos de diferentes federaciones. Uno de los 4 miembros es elegido secretario general. El presidente y todos los miembros son elegidos para mandatos de 4 años. El tesorero es designado por el Consejo a propuesta del presidente como cargo ejecutivo. El tesorero también está en el Consejo, pero sin derecho a voto.